# The Edge
David Howell Evans, més conegut pel sobrenom que ell mateix ha adoptat, The Edge   (Londres, 8 d'agost de 1961), és un músic nascut a Londres, malgrat que ha viscut una gran part de la seva vida a Irlanda. És mundialment conegut pel fet que és el guitarrista i baixista del grup U2, que s'ha beneficiat del seu gran talent com a músic, a més de la seva capacitat d'innovació en diferents tècniques de processament de so.
Hi ha un gran misteri entorn del seu sobrenom (The Edge, en anglès, pot ésser traduït com l'aresta o l'eix). Mentre que alguns asseguren que és pel seu vertigen i el fet que sempre es manté allunyat de les baranes en edificis alts (a prop, per tant, de l'eix de l'edifici), ell mateix ha confessat que és una al·lusió a la seva cara angulosa i al seu llarg nas.